# Superman (serie de televisión)
Superman es una serie animada estadounidense de televisión de 1988, producida por Ruby-Spears en Warner Bros. Television y que se emitió en la CBS con el superhéroe de DC Comics del mismo nombre (coincidiendo con el 50 aniversario del personaje, junto con la serie de acción en vivo Superboy). Fue mostrada como una serie derivada de Súper Amigos de Hanna-Barbera para ABC, así como la serie animada El Programa de Aventuras y Comedia del Hombre Plástico, también dirigida por Ruby-Spears. El veterano guionista de cómics Marv Wolfman fue el editor del argumento, y tomó nota del artista de cómics Gil Kane para proporcionar el diseño de personajes.

## Historia
Esta es la tercera serie animada de Superman (la segunda fue producida por Filmation en Las Nuevas Aventuras de Superman). También es notable por ser la primera serie que respeta la historia original de Superman de John Byrne (la serie refleja con mucha fidelidad al cómic, por ejemplo, que tiene su principal enemigo recurrente, Lex Luthor, como un multimillonario industrial corrupto y al igual que los cómics, Luthor es plenamente consciente del gran poder de su anillo que lleva sujeto una piedra kriptonita.
Otros personajes incluyen Cybron (un esbirro de Brainiac) y una aparición de Wonder Woman. Syrene, la bruja del tiempo fue interpretada por la actriz de voz B. J. Ward, que había declarado previamente usar su voz como Wonder Woman en la última temporada de los Súper Amigos de Hanna-Barbera.
Se incluyen personajes clásicos como Jimmy Olsen y Perry White ambos con sus conceptos clásicos. Lois Lane siendo mantenida como una mujer con iniciativa, tanto en el estilo como en su actitud empresarial. Un nuevo personaje de la serie, inspirado por Miss Tessmacher de la película Superman: The Movie de 1978, fue Jessica Morganberry que parecía ser la amiga de Lex Luthor con quien confió plenamente en sus planes.
Superman/Clark Kent fue expresado por Beau Weaver, que más tarde pasaría a ser la voz de Mister Fantástico en la serie animada de 1994 de Marvel Los 4 Fantásticos.

## Episodios
- 01 Destruyan a los defendroides - La adopción
- 02 Fugitivos del espacio - El supermercado
- 03 El dragón chino - La niñera
- 04 La guerra de Cybron - El primer día de colegio
- 05 El Cazador - La escapada
- 06 Triple Juego - El circo
- 07 Noticia en exclusiva - Una velada infantil
- 08 Superman y la Mujer Maravilla contra La Hechicera del tiempo - La fiesta de cumpleaños
- 09 El Talismán - El carnet de conducir
- 10 La bestia Subterránea - La primera cita
- 11 El Tiburon asesino - El Fútbol
- 12 Las sombras vivientes - La graduación
- 13 La última vez que vi la Tierra - Es Superman

- Datos: Q1549361